# دردسر بزرگ
دردسر بزرگ فیلمی به کارگردانی مهدی گلستانه و نویسندگی قربان محمدپور محصول سال ۱۳۸۹ است.
این فیلم در مورد مردی ۳ زنه است که قصد دارد زن چهارم خودرا در اختیار بگیرد اما دراین بین پسرعمه ی او به دیدنش می اید و دردسرهایی درست میشود.

## بازیگران
- حامد کمیلی در نقش سیامک ( اصغر )
- لیلا اوتادی در نقش بیتا _ نرگس
- رضا داوودنژاد در نقش رجب علی
- سحر قریشی در نقش پریسا
- محمد شیری در نقش پدر سیامک
- احمد پورمخبر
- محسن قاضی مرادی
- عباس محجوب
- کیانوش گرامی در نقش راننده تاکسی
- مختار سائقی در نقش باجگیر
- فتحعلی اویسی در نقش پدر بیتا
- سارا منجزی در نقش دریا
- بهاره افشاری در نقش عاطفه